# Fourragère française
Cet article concerne la fourragère de l'armée française. Pour celles concernant les fourragères militaires en général, voir Fourragère.
La fourragère française est une décoration portée en uniforme par les membres d'une unité militaire (régiment, navire, etc.) décernée par la France à l'occasion de faits de guerre.
La fourragère est portée par les membres de l'unité exclusivement durant leur temps de service au sein de cette unité. La fourragère étant l'attribut signifiant une décoration collective, elle n'est que rarement portée à titre individuel. (cf ci-dessous).
Elle récompense les unités citées au moins deux fois à l'ordre de l'armée.

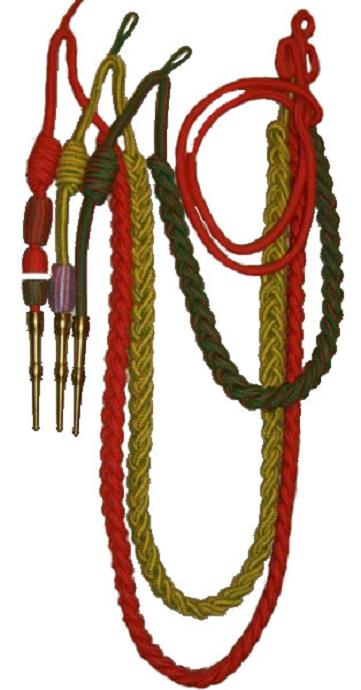
Fourragères du RICM et du 3ème REI

## Origine
Les origines de la fourragère française sont assez vagues en raison de la confusion faite par la plupart des auteurs entre la fourragère et les aiguillettes.
La fourragère, elle, dérive du souvenir de la corde à fourrage que le soldat enroulait autour de son épaule. Elle n'avait pas de ferrets. C'était une simple corde avec de gros nœuds, de grosses tresses à ses extrémités, qu'on appelait raquettes.
Il n'est cependant pas niable que les aiguillettes ont pu par la suite rappeler le souvenir des cordes à fourrage et de celles servant à lier les malfaiteurs et à les pendre au besoin.
C'est de là que dérive l'anecdote suivante, si souvent racontée mais dont la source demeure totalement inconnue et qu'il est impossible de contrôler. À la fin du XVIe siècle, le duc d'Albe qui fut nommé par Philippe II d'Espagne gouverneur des Pays-Bas, ayant eu à se plaindre d'un corps de Flamands, aurait décidé que toutes les fautes commises à l'avenir par ce corps seraient punies de la corde. Les Flamands, voulant prouver qu'ils n'avaient rien à redouter, n'hésitèrent pas à porter sur l'épaule une corde et un clou pour rendre plus facile l'exécution de l'ordre. Leur conduite devant l'ennemi fut si brillante que le duc d'Albe transforma la corde en passementerie et en fit une marque honorifique pour ce corps d'élite.
Si l'aiguillette est aussi ancienne que la chevalerie, la fourragère, en revanche, ne remonte pas aussi loin dans le passé. Bardin, dans son Dictionnaire de l'Armée de Terre dit, au mot aiguillettes : "Les dragons de la milice autrichienne, dans le siècle de leur création, portaient la corde à fourrage à la place et de la manière dont on porte aujourd'hui l'aiguillette sur l'habit". Or, les costumes hongrois furent adoptés en France, avec un véritable engouement, à la fin du XVIIIe siècle. De même qu'en Hongrie, la mode s'introduisit, dès lors dans nos nouveaux régiments de hussards de porter la corde à fourrage autour des épaules.
Telle est l'hypothèse généralement admise et, de fait, assez acceptable ; elle n'est cependant pas toujours corroborée par les dessins ou gravures du temps.
Cette première fourragère subsistera avec quelques modifications jusqu'après la guerre de 1870. À ce moment, elle disparut. Mais il importe de remarquer qu'elle ne fut jamais portée que par des troupes à cheval et par celles seulement qui étaient coiffées du shako, du colback ou du chapska.

## Description et port

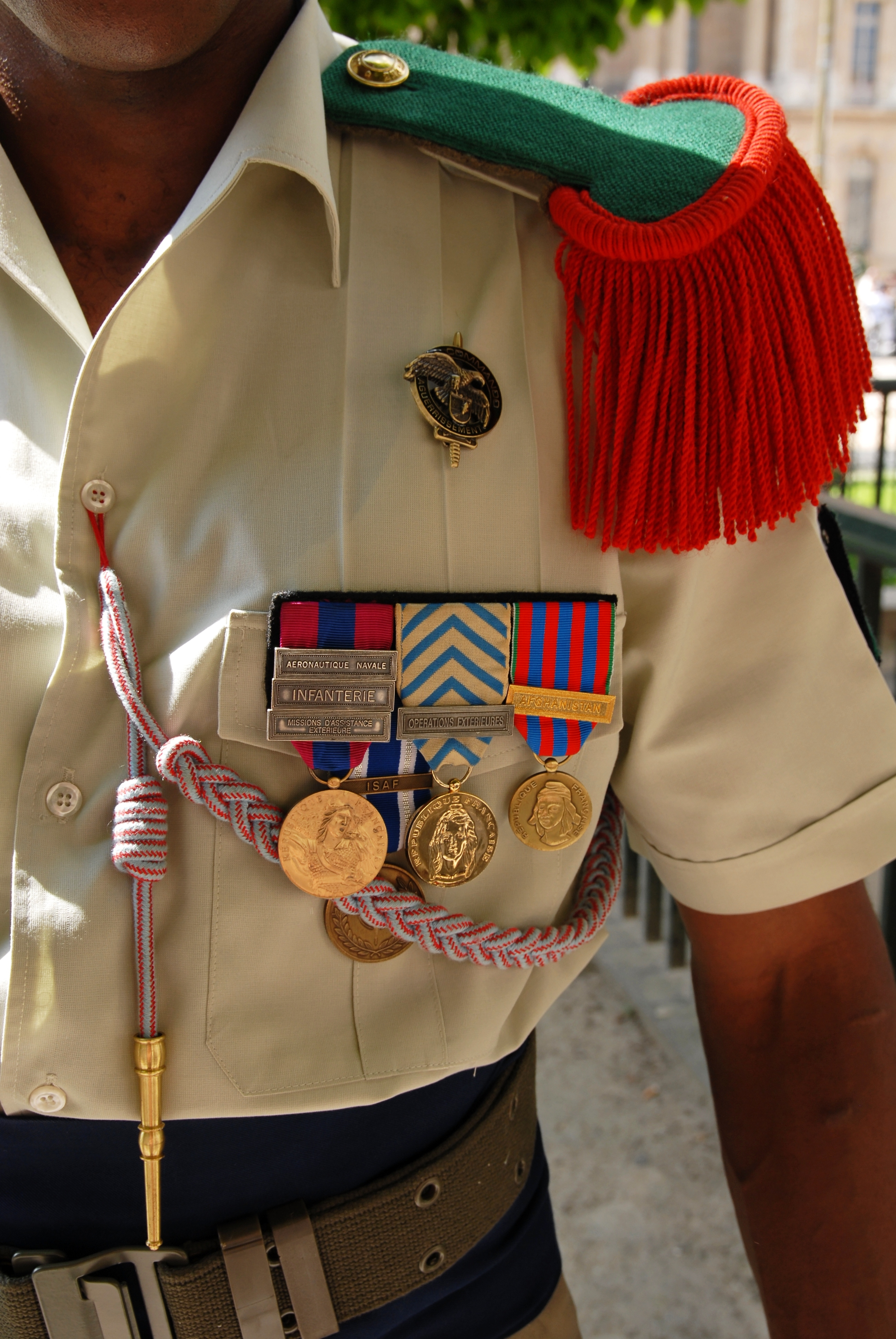
Port de la fourragère "en bataille" sur la tenue de cérémonie

Il s'agit d'une cordelette tressée qui se porte à l'épaule gauche de l'uniforme. Une des extrémités de la tresse a la forme d'un trèfle, l'autre extrémité porte un ferret, c'est-à-dire une pièce métallique conique, selon un texte du 21 avril 1916, le ferret de la fourragère est en métal uni, il existe des ferrets ciselés de motifs aux armes ou emblèmes militaires. Au-dessus du ferret se trouve un nœud à quatre tours et une cordelette.
La fourragère se porte autour du bras gauche (bouton de fixation sous la patte d'épaule, à 1 cm de la couture d'épaule). Lors des prises d’armes et des défilés, le port de la fourragère est dit "en bataille" et la partie qui est avant le ferret et le nœud à quatre tours, au lieu d’être fixée sur le bouton sous la patte d’épaule, est attachée sur l’un des boutons de plastron de l’uniforme.
Le droit au port de la fourragère est accordé à tous les militaires comptant à l’effectif et inscrits sur les contrôles des corps, compagnies ou unités auxquels elle a été attribuée. Elle est remise solennellement aux recrues lors de la présentation du drapeau. La fourragère est retirée aux militaires qui ont changé de corps, mais toutefois, ceux qui se sont acquis des titres au port individuel peuvent continuer à la porter. En effet lorsqu'un individu (civil ou militaire) a participé à toutes les opérations, tous les faits d'armes ou de bravoure qui ont permis l'attribution de la décoration de l'unité, il conserve le droit de porter cette fourragère "à titre individuel" (et avec l'autorisation du chef de sa nouvelle unité) même lorsqu'il a quitté l'unité d'origine. Il doit alors arborer sur sa fourragère un écusson portant le numéro de l'unité qui a obtenu la fourragère.

## Types de fourragère
La fourragère telle que nous la connaissons apparaît en 1916. La circulaire de création en date du 21 avril de la même année spécifie :
"Il est créé un insigne spécial destiné à rappeler d'une façon permanente les actions d'éclat de certains régiments et unités formant corps cités à l'ordre de l'armée. Cet insigne sera constitué par une fourragère aux couleurs de la croix de guerre".
En fait dès 1916 de nombreux corps avaient déjà été cités au moins une fois à l'ordre de l'armée. Ils se virent donc attribuer la fourragère nouvellement créée. Par la suite, certains régiments accumulant les actions d'éclat devaient obtenir plusieurs citations à l'ordre de l'armée. Dans le but de susciter l'émulation et de fortifier l'esprit de corps, le commandement sentit la nécessité d'établir une distinction basée sur le nombre de citations obtenues. Cette distinction devait se traduire par l'adoption de fourragères de couleurs et de formes différentes. Ces dispositions nouvelles furent officialisées par une circulaire en date du 22 février 1918.
Le 9 juillet 1925, une fourragère aux couleurs de la Croix de guerre des Théâtres d'opérations extérieurs (T.O.E.) est créée pour les unités citées plusieurs fois. La circulaire de création est complétée en 1926 : la fourragère spéciale aux T.O.E. sera aux couleurs de la médaille militaire lorsque les unités auront mérité au moins quatre citations. Pour éviter toute confusion avec la fourragère  de 1914-1918, une olive aux couleurs de la croix de guerre des T.O.E. sera, dans ce cas, placée au-dessus du ferret. Le 27 novembre 1954, une circulaire réglemente la documentation et précise qu'elle est destinée à rappeler d'une façon apparente et permanente les actions d'éclat accomplies par certaines unités citées plusieurs fois à l'ordre de l'armée, au cours d'opérations de guerre effectuées sur les différents théâtres d'opérations extérieurs depuis le 11 novembre 1918. Elle sera portée en tenue de sortie et en tenue de campagne dans les mêmes conditions que celles instituées pour les guerres 1914-1918 et 1939-1945.
Sur décision du Président de la République, Monsieur Jacques Chirac, une fourragère aux couleurs de l’Ordre de la Libération a été créée, par arrêté, le 23 février 1996. Elle est destinée à pérenniser l’Ordre de la Libération et à préserver de l’oubli le souvenir des Compagnons de la Libération. Les chefs de corps de 17 unités et bâtiments décorés de la Croix de l’Ordre de la Libération se sont vu remettre cette nouvelle fourragère, des mains du Président de la République, lors d’une importante cérémonie au Mont Valérien le 18 juin 1996.

## Fourragères février 1918

### Verte rayée de rouge

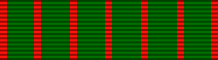
Ruban de la Croix de guerre 1914-1918

Aux couleurs de la Croix de guerre 1914-1918.

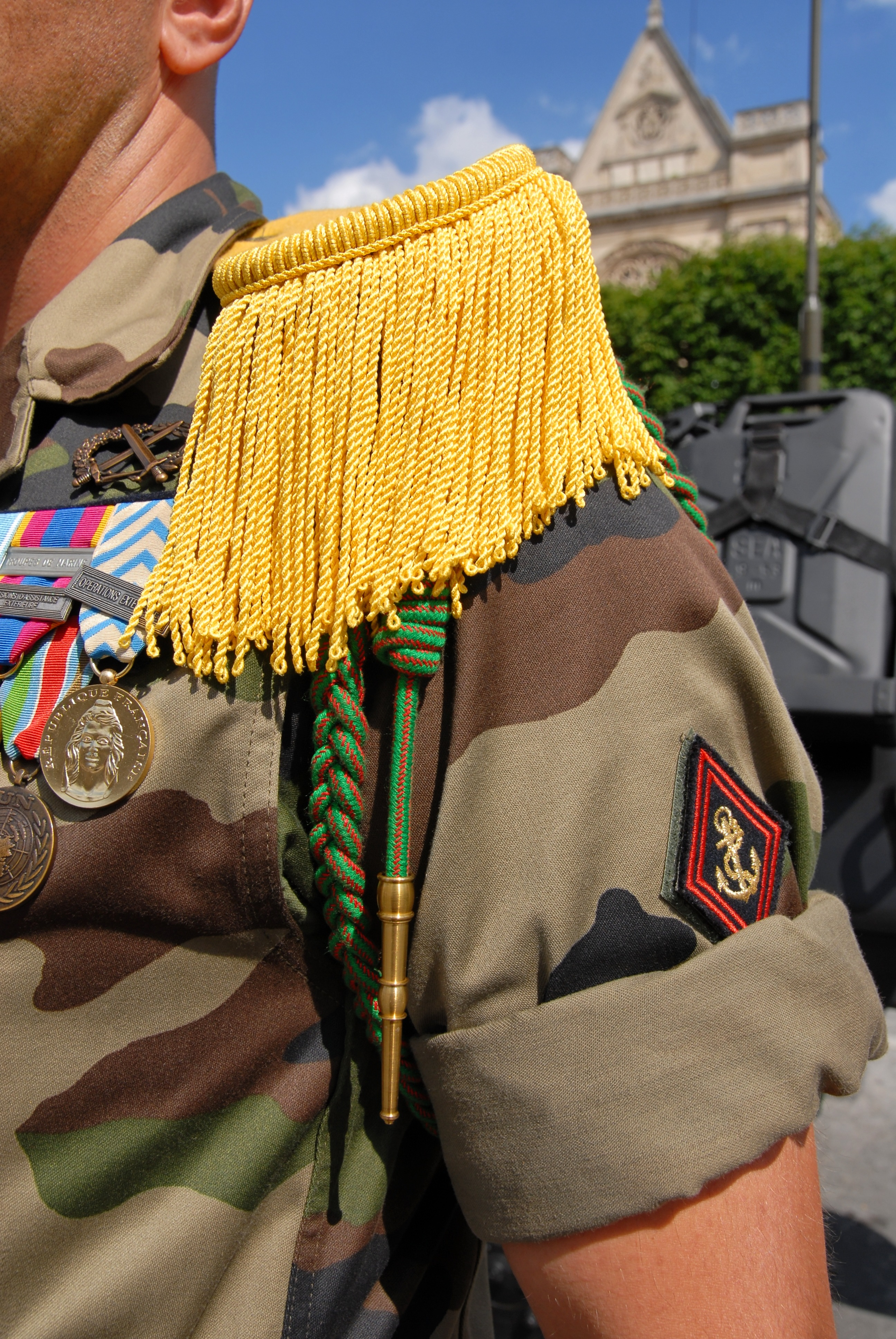
Le trèfle et la cordelette sont passés dans un bouton cousu sous la patte d'épaule de l'uniforme (côté gauche), la tresse passant sous l'aisselle

Cette fourragère est portée par les unités citées à 2 ou 3 occasions à l'ordre de l'armée. Si ces citations ont été attribuées lors de la Première Guerre mondiale, la fourragère est simple. Si les citations ont été accordées lors de la Seconde Guerre mondiale, la fourragère porte une olive rouge rayée de vert.
Le 16 octobre 2014, le 3e régiment d'infanterie de marine reçoit cette fourragère.

### Jaune rayée de vert

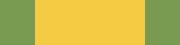
Ruban de la médaille militaire

Lorsqu'elle est aux couleurs de la Médaille militaire.
Cette fourragère est portée par les unités citées à 4 ou 5 occasions à l'ordre de l'armée. Si ces citations ont été attribuées lors de la Première Guerre mondiale, la fourragère est simple. Si les citations ont été attribuées sur des théâtres d'opérations extérieurs, la fourragère porte au-dessus du ferret une "olive" bleue et rouge. Si les citations ont été accordées lors de la Seconde Guerre mondiale, la fourragère porte une olive à moitié jaune rayée de vert et à moitié rouge rayée de vert.

### Rouge

Ruban de chevalier de la légion d'honneur

Aux couleurs de la Légion d'honneur.
Cette fourragère est portée par les unités citées à 6, 7 ou 8 occasions à l'ordre de l'armée. Si ces citations ont été attribuées lors de la Première Guerre mondiale, la fourragère est simple. Si les citations ont été attribuées sur des théâtres d'opérations extérieurs, la fourragère porte au-dessus du ferret une "olive" bleue et rouge. Si les citations ont été accordées lors de la Seconde Guerre mondiale, la fourragère porte une olive à moitié rouge et à moitié rouge rayée de vert.
À l'issue de la Première Guerre mondiale, seuls 22 régiments ou bataillons sont titulaires de la fourragère rouge, sur plus de 800 régiments de toutes les armes qui ont été engagés (586 régiments ou bataillons d'infanterie, 150 régiments d'artillerie, 92 régiments de cavalerie et 11 régiments du génie).

### Fourragères doubles
Au-delà de 8 citations à l’ordre de l’Armée, la hiérarchie de la fourragère a prévu :
-  la double fourragère Légion d’Honneur et Croix de Guerre pour 9, 10 ou 11 citations,
-  la double fourragère Légion d’Honneur et Médaille Militaire pour 12, 13 ou 14 citations,
-  la double fourragère de la Légion d’Honneur à partir de 15 citations.
Ces 3 doubles fourragères ont à partir du trèfle une petite bride appelée "tour de bras" à la couleur de la Légion d’Honneur.
Actuellement, la double fourragère Légion d’Honneur et Médaille Militaire ainsi que la double fourragère de la Légion d’Honneur n’ont été attribuées à aucun régiment ou formation, car aucun d’eux n’a obtenu plus de 11 citations à l’ordre de l’armée au cours d’une même guerre. La double fourragère Légion d’Honneur et Croix de Guerre est portée uniquement par le 3e REI (3e régiment étranger d'infanterie) et le RICM (Régiment d'infanterie chars de marine). Le 3e REI, héritier du régiment de marche de la Légion étrangère qui a obtenu 9 citations à l'ordre de l’armée au cours de la Première Guerre mondiale, a obtenu deux citations au cours de la Seconde Guerre mondiale, ainsi que 4 dans des Théâtres d'opérations extérieurs, ce qui fait un total de quinze citations à l'ordre de l'armée. Le RICM, héritier du régiment d'infanterie coloniale du Maroc qui a obtenu 10 citations à l'ordre de l’armée au cours de la Première Guerre mondiale, 2 au cours de la Seconde Guerre mondiale et 5 dans des Théâtres d'opérations extérieurs, a obtenu depuis 1958 2 autres citations, ce qui en fait le régiment le plus décoré de l'armée française, avec un total de 19 citations à l'ordre de l'armée.

## Fourragères de la Croix de guerre des Théâtres d'opérations extérieurs (T.O.E.)

### Rouge et bleu pâle

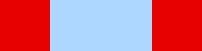
Ruban de la Croix de guerre des Théâtres d'opérations extérieurs

Cette fourragère est portée par les unités citées à 2 ou 3 occasions à l'ordre de l'armée pour des actions sur les Théâtres d’Opérations Extérieurs. Elle est tressée aux couleurs de la croix de guerre des théâtres d'opérations extérieurs rouge et bleu pâle.

### Jaune rayée de vert avec olive rouge rayée de bleu pale

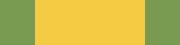
Ruban de la médaille militaire

Cette fourragère est portée par les unités citées à 4 ou 5 occasions à l'ordre de l'armée pour des actions sur les Théâtres d’Opérations Extérieurs. Elle est aux couleurs de la Médaille militaire et comportant au-dessus du ferret une olive aux couleurs du ruban de la croix de guerre des théâtres d'opérations extérieurs.

### Rouge avec olive rouge rayée de bleu pale

Ruban de chevalier de la légion d'honneur

Cette fourragère est portée par les unités citées à 6, 7 ou 8 occasions à l'ordre de l'armée pour des actions sur les Théâtres d’Opérations Extérieurs. Elle est à la couleur du ruban de la Légion d'honneur et comportant au-dessus du ferret une olive aux couleurs du ruban de la croix de guerre des théâtres d'opérations extérieurs.

### Fourragère double rouge et rouge rayée de bleu pale
Cette fourragère est portée par les unités citées à 9, 10 ou 11 occasions à l'ordre de l'armée pour des actions sur les Théâtres d’Opérations Extérieurs (non décernée à ce jour). Elle est à la couleur du ruban de la légion d'honneur (base et tour de bras) et à celles de la croix de guerre des théâtres d'opérations extérieurs (branche supérieure).

## Fourragère de l’Ordre de la Libération
Aux couleurs de l'Ordre de la Libération.

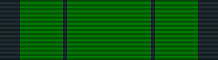
Ruban de l'Ordre de la Libération

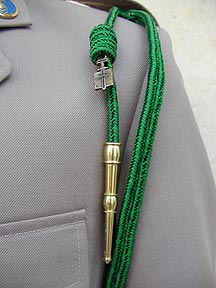
Fourragère Ordre de la Libération

La fourragère se compose d’un cordon rond, doublé sur la partie formant le tour de bras, dont les fils sont de nuance vert et noir mélangées rappelant les couleurs du ruban de la croix de la Libération. Une extrémité du cordon forme un trèfle et l’autre extrémité est munie d’un ferret et d’un coulant en métal uni de la couleur du bouton de l’uniforme porté par les militaires des unités, bâtiments de guerre et formations aériennes concernées ; au-dessus du ferret le cordon forme un nœud à quatre tours. L’insigne de la croix de la Libération, d’un format réduit au tiers, est fixé entre le ferret et le nœud du cordon.
 Le porte-avions Charles de Gaulle a été décoré de la fourragère de l'Ordre de la Libération le 14 juillet 2011, à la mer au large des côtes libyennes, lors de l'opération Harmattan.

La promotion 2018-2021 de l’École spéciale militaire de Saint-Cyr portant le nom de « Compagnons de la Libération » arbore cette fourragère depuis le 17 juin 2020. De plus, les militaires en première année à l'École de l'air et de l'espace arborent eux aussi cette fourragère en reprenant les traditions de l'Escadrille française de chasse n°1.

## Les olives
Par analogie avec les dispositions intervenues à l'occasion des hostilités qui se sont déroulées entre 1914 et 1918, il est décidé, en avril 1945, de commémorer par une fourragère les actions d'éclat ayant entrainé l'octroi d'au moins deux citations à l'ordre de l'armée aux régiments ou unités formant corps en opérations depuis le 2 septembre 1939. Il ne s'agit pas à proprement parler d'une fourragère nouvelle. En effet la forme et les couleurs de la fourragère 1914-1918 (Il n'existe pas de fourragère aux couleurs du ruban de la croix de guerre 1939-1945 actuellement, mais il y a eu une fourragère aux couleurs de cette dernière, mais qui a été abandonnée au début des années 1950, car elle apportait une certaine confusion, alors pour simplifier, le système des olives a été mis en place) sont maintenues mais il est créé un système d'olives qui placées au-dessus du ferret permettent de différencier l'origine de ces deux fourragères.

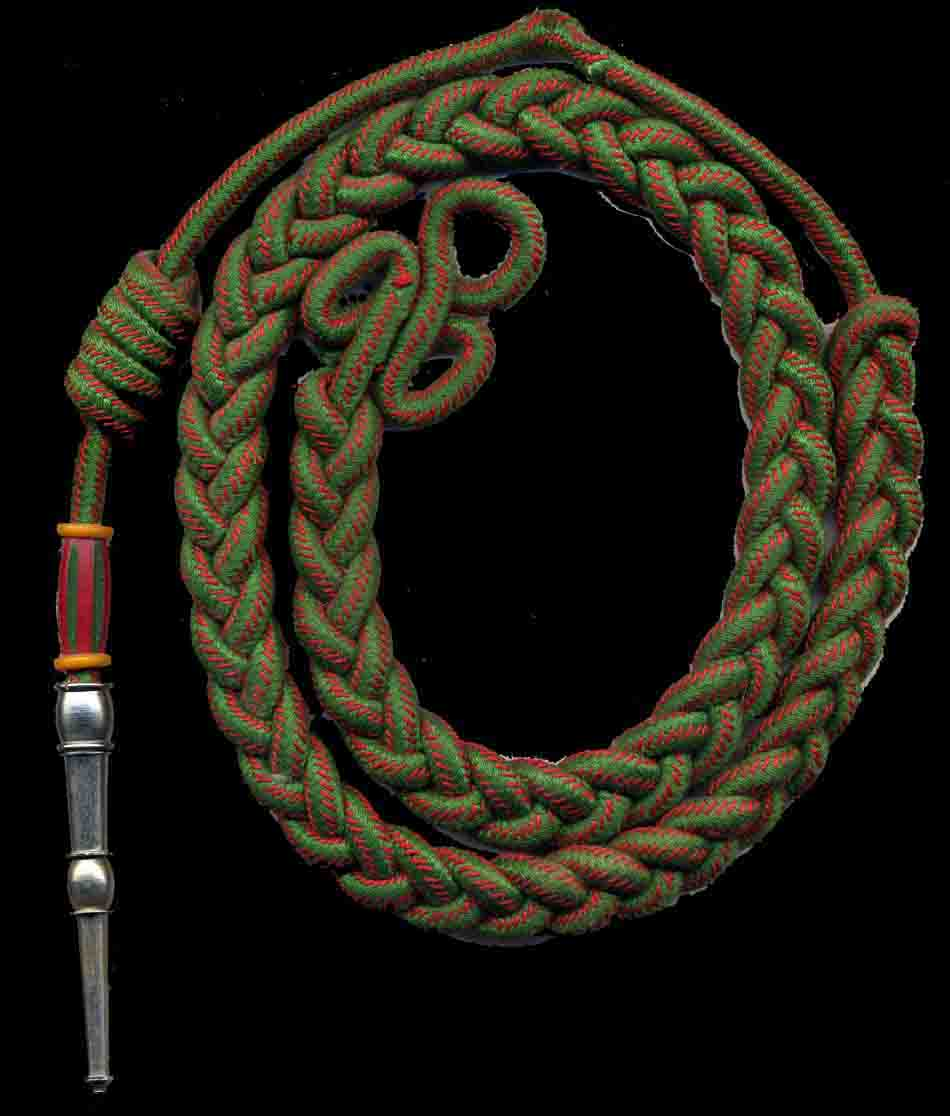
Fourragère aux couleurs du ruban de la croix de guerre 1914-1918 avec olive aux couleurs du ruban de la croix de guerre 1939-1945

Cette olive d'un modèle bien défini a une double signification :

- pour différencier les deux guerres, sa partie inférieure comportera soit les couleurs de la croix de guerre 1914-1918, soit celles de la croix de guerre 1939-1945. 
.

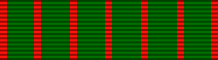
Ruban de la Croix de guerre 1914-1918

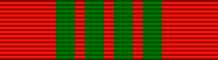
Ruban de la croix de guerre 1939-1945

Toutes les dispositions qui précèdent pourront paraître complexes à certains. En fait leur application est simple : tout corps quel qu'il soit se trouve obligatoirement dans l'un des trois cas suivants (abstraction faite des mérites qu'il a pu acquérir outre-mer).
1° Il a obtenu la fourragère uniquement pendant la guerre 1914-1918. Dans ce cas la fourragère aux couleurs voulues (nombre de citations) est portée sans adjonction d'olive.
2° Il s'est vu attribuer une fourragère en 1914-1918 et en 1939-1945.
- Seule la fourragère de l'ordre le plus élevé sera portée quelle que soit la guerre au cours de laquelle elle a été obtenue.
- La fourragère comportera deux olives; chacune d'elles rappelant les guerres auxquelles ces unités ont pris part. L'olive aux couleurs de 1914-1918 sera placée immédiatement au-dessus du ferret et l'autre lui sera superposée
3° De création récente il n'a obtenu la fourragère que postérieurement au 2 septembre 1939.
La fourragère sera celle de 1914-1918 aux couleurs voulues (nombre de citations). Une seule olive aux couleurs 1939-1945 rappellera que cette distinction a été octroyée pendant le second conflit mondial.

## Fourragère aux couleurs du ruban de lacroix de la Valeur militaire

Ruban de la Croix de la Valeur Militaire

Pour répondre à la volonté du président de la République Nicolas Sarkozy de reconnaître les mérites des unités s'étant distinguées sur les théâtres d'opérations extérieures qui n'entrent pas dans le champ de guerre ouvrant le droit à l'attribution de la Croix de guerre des TOE, le décret régissant la croix de la Valeur militaire est modifié afin de pouvoir la délivrer à des unités françaises et étrangères. À l'instar de ce qui existe pour les Croix de Guerre, la croix de la Valeur militaire sera épinglée sur les cravates des drapeaux, étendards et fanions des unités citées.
Elle pourra donner lieu à l'attribution d'une fourragère qui sera attribuée à une unité ayant obtenu au moins deux citations à l'ordre de l'armée sur un même théâtre. Cette fourragère, au couleur du ruban de la croix de la Valeur militaire (rouge et blanche)
comporte une olive pour distinguer les unités les plus décorées :
- 2 ou 3 citations, pas d'olive ;
- 4 ou 5 citations, une olive aux couleurs du ruban de la médaille militaire ;
- 6 ou 7 citations, une olive aux couleurs du ruban de la médaille militaire (partie inférieure) et de la Légion d'honneur (partie supérieure) ;
- 8 ou 9 citations, une olive à la couleur du ruban de la Légion d'honneur;
- 10 citations, une olive aux couleurs du ruban de la médaille militaire (partie inférieure) et de la Légion d'honneur (partie supérieure) séparées par un liseré blanc.

L'olive comporte une agrafe métallique portant le nom du théâtre durant lequel les citations ont été obtenues.
Le 16 avril 2012, le 17e régiment du génie parachutiste devient la première unité de l'armée française à se voir attribuer cette fourragère pour ses deux citations à l'ordre de l'armée obtenues au Liban en 1980 et 1983.
Le 26 juin 2013, le 126e régiment d'infanterie obtient la fourragère car une deuxième croix de la valeur militaire avec palme est accroché à son drapeau.
Le 30 avril 2014, l'Hôpital d'instruction des armées Percy reçoit cette fourragère pour son action en Afghanistan. C'est une reconnaissance du dévouement du personnel médical et paramédical qui répond de manière exemplaire à tous les besoins de prise en charge de blessés qui lui sont acheminés.
Le 17 juin 2015, le GIGN reçoit cette fourragère pour son engagement en Afghanistan .

## Précisions
La Brigade de sapeurs-pompiers de Paris est détentrice d'une fourragère d'or pour actes de courage et de dévouement depuis 2019. Décernée par le ministre de l'Intérieur, elle symbolise le fait que la BSPP a reçu, à titre collectif, un minimum de 3 médailles d'or pour actes de courage et de dévouement.

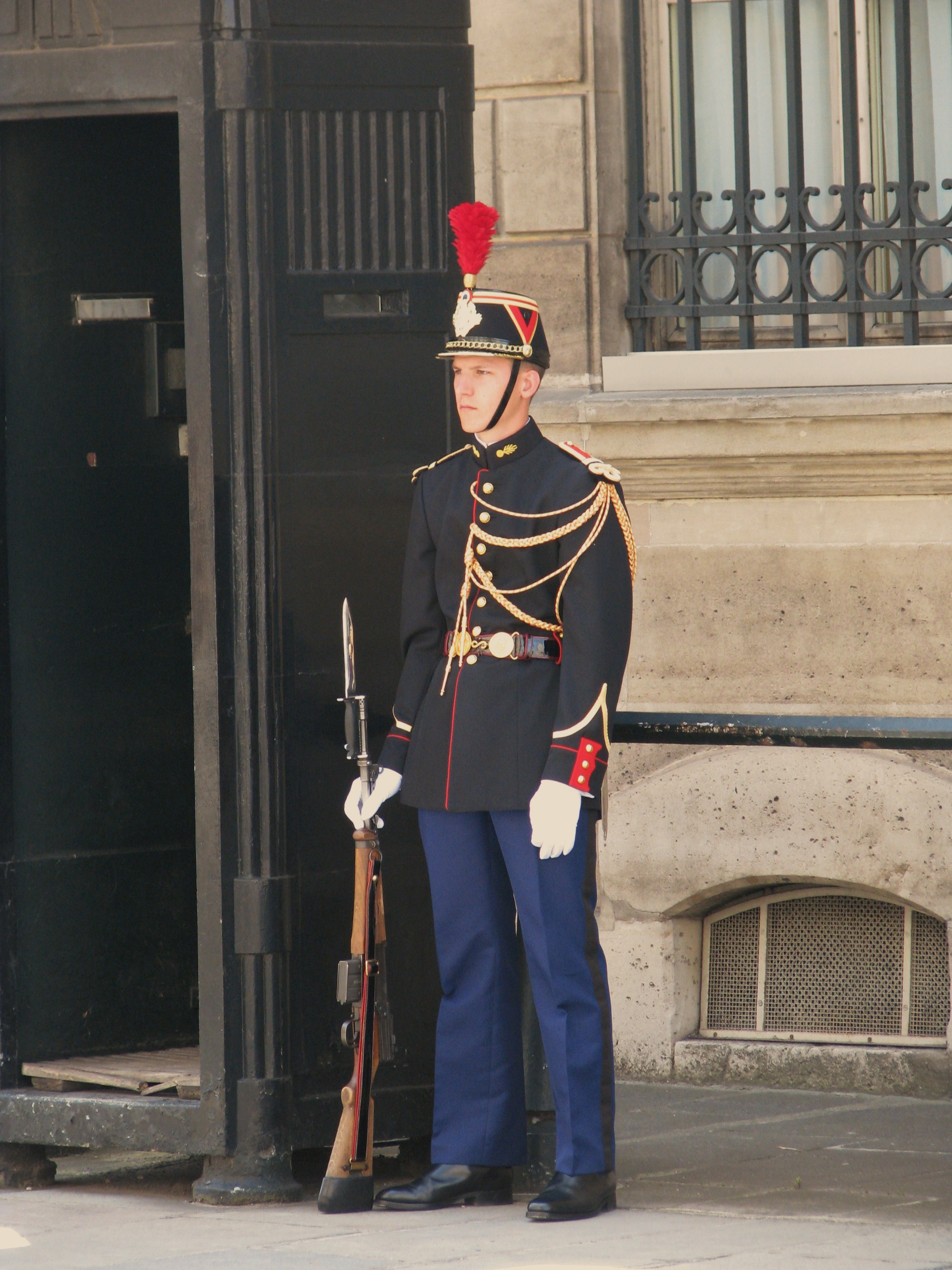
Garde républicain gardant le palais de l'Élysée

Les fourragères ne doivent pas être confondues :
- avec les aiguillettes dorées à deux ferrets or ou argentées à deux ferrets argent selon l'arme d'appartenance d'origine des aides de camp, chefs de cabinet et attachés de défense qui se portent sur l'épaule droite ;
- avec celles, blanches, de la gendarmerie nationale (ferret argent pour la gendarmerie départementale et or pour la gendarmerie mobile) qui se portent sur l'épaule gauche[11] ;
- avec celles, panachées or et rouge, de la garde républicaine qui se portent également sur l'épaule gauche ;
- avec celles, dorées, de la tenue de tradition de l'École des officiers de la Gendarmerie nationale qui se portent elles aussi sur l'épaule gauche ;
- avec la cordelière rouge à 1 ferret arborée par les policiers parisiens en tenue de cérémonie qui n'est pas une fourragère mais rappelle l'attribution de la légion d'honneur durant la libération de Paris en 1944.

## Sources et bibliographies
- Source : Bulletin officiel des Armées, Décorations, édition méthodique. Entre parenthèses : dates des ordres ou décisions ministérielles d’attributions.
- douze unités décorées vingt-quatre unités recevront la Croix de la valeur militaire ultérieurement.
- L'Élysée a gardé la main sur la com' autour du 11-Novembre.